# 周崎
周崎（?—?），晉朝邵陵人。為湘州從事。王敦之亂爆發後，湘州刺史譙王司馬承起兵反對王敦，但被王敦將領魏乂包圍。司馬承派周崎出城尋求外援，結果周崎與周該都被魏乂發現並抓獲，魏乂於是對周崎說：「只要你告訴長沙城內的守軍，說大將軍（王敦）已攻破劉隗、戴渊，萬里肅清，守軍已無外援可用，我就放你一馬。」周崎假裝答應。但到了長沙城下，周崎大呼道：「王敦軍隊在于湖戰敗，甘安南（甘卓）已攻克武昌，不久就會派大軍前來救援！大家只要努力堅守，就能打敗反賊！」魏乂大怒，將其殺死。

## 延伸阅读
[在维基数据编辑]
 《晉書·卷089》，出自房玄齡《晉書》